# Лебед (село)
Вижте пояснителната страница за други значения на Лебед.
Лебед е село в Южна България. То се намира в община Джебел, област Кърджали.

## География
Село Лебед се намира в планински район, на надморска височина от около 740 м и заема площ от 3,949 кв. км. Разположено е на 33 км югозападно от областния център Кърджали и на 11 км в същата посока от Джебел.

## Население
Преброяване на населението през 2011 г.
Численост и дял на етническите групи според преброяването на населението през 2011 г.:
|                     | Численост | Дял (в %) |
| Общо                | 35        | 100,00    |
| Българи             | 0         | 0,00      |
| Турци               | 34        | 97,14     |
| Цигани              | 0         | 0,00      |
| Други               | 0         | 0,00      |
| Не се самоопределят | 0         | 0,00      |
| Неотговорили        | 0         | 0,00      |

## Име
Старото име на селото е Гьолджук (от тур. "езерце, локва".) Преименувано е произволно на Лебед, вместо да бъде преведено дотогавашното име, с Министерска заповед 3775 от 7. XII. 1934.

## Културни и природни забележителности
- Лебедови езера[4] - две тектонски езера, образували се в резултат на разместване на земните пластове и обявени за природна забележителност.